# Под подозрение
„Под подозрение“ (на английски: Under Suspicion) е американско-френски филм от 2000 година, криминален трилър на режисьора Стивън Хопкинс по сценарий на Том Провост и Питър Илиф, римейк на филма на Клод Милер „Инспекторът“ (1981).
В центъра на сюжета е уважаван адвокат в Сан Хуан, заподозрян в изнасилването и убийството на няколко малолетни момичета, който след продължителни нощни разпити, които убеждават във вината му следователя, негов отдавнашен познат, и съпругата му, прави пълни самопризнания, след което се оказва, че е невинен. Главните роли се играят от Джийн Хекман, Морган Фрийман, Моника Белучи и Томас Джейн.